# CLVS2
CLVS2 (англ. Clavesin 2) – білок, який кодується однойменним геном, розташованим у людей на 6-й хромосомі. Довжина поліпептидного ланцюга білка становить 327 амінокислот, а молекулярна маса — 38 000.
| 10         |  | 20         |  | 30         |  | 40         |  | 50         |
| ---------- |  | ---------- |  | ---------- |  | ---------- |  | ---------- |
| MTHLQAGLSP |  | ETLEKARLEL |  | NENPDTLHQD |  | IQEVRDMVIT |  | RPDIGFLRTD |
| DAFILRFLRA |  | RKFHHFEAFR |  | LLAQYFEYRQ |  | QNLDMFKSFK |  | ATDPGIKQAL |
| KDGFPGGLAN |  | LDHYGRKILV |  | LFAANWDQSR |  | YTLVDILRAI |  | LLSLEAMIED |
| PELQVNGFVL |  | IIDWSNFTFK |  | QASKLTPSML |  | RLAIEGLQDS |  | FPARFGGIHF |
| VNQPWYIHAL |  | YTVIRPFLKE |  | KTRKRIFLHG |  | NNLNSLHQLI |  | HPEILPSEFG |
| GMLPPYDMGT |  | WARTLLDHEY |  | DDDSEYNVDS |  | YSMPVKEVEK |  | ELSPKSMKRS |
| QSVVDPTVLK |  | RMDKNEEENM |  | QPLLSLD    |  |            |  |            |

A: Аланін

D: Аспарагінова кислота

E: Глутамінова кислота

F: Фенілаланін

G: Гліцин

H: Гістидин

I: Ізолейцин

K: Лізин

L: Лейцин

M: Метіонін

N: Аспарагін

P: Пролін

Q: Глутамін

R: Аргінін

S: Серин

T: Треонін

V: Валін

W: Триптофан

Кодований геном білок за функцією належить до фосфопротеїнів. 
Задіяний у такому біологічному процесі, як альтернативний сплайсинг. 
Білок має сайт для зв'язування з ліпідами. 
Локалізований у мембрані, цитоплазматичних везикулах, апараті гольджі, ендосомах.